# Guarujá do Sul
Guarujá do Sul là một đô thị thuộc bang Santa Catarina, Brasil. Đô thị này có diện tích 100,55 km², dân số năm 2007 là 4722 người, mật độ 46,1 người/km².